# フレデリック・シアーズ
フレドリック・シアーズ（Frederick Hanley Seares、1873年5月17日 - 1964年7月20日）は、アメリカ合衆国の天文学者。ヤコブス・カプタインによって提唱された国際的な観測に協力して多くの星を記載した星表を出版した。恒星の光度基準、星間物質による減光などの分野に功績があった。
ミシガン州に生まれ、カリフォルニア大学を卒業後、フランス、ドイツで学んだ。ミズーリ大学コロンビア校の教授をしたのち、1909年から36年間ウィルソン山天文台で働いた。後に副所長を務めた。1922年、国際天文学連合の委員長に選出される。

## 命名
- 月のクレータ